# 鄜州直隸州
鄜州直隸州，清朝时设置的直隶州。

鄜州在陕西省的位置（1820年）

鄜州，在明朝時隸屬於陝西省管轄的延安府所管轄的一個州，所以在明朝當時，鄜州是屬於散州。但明朝的地方行政制度，散州是可以轄縣的，所以在明朝時，鄜州管轄了洛川縣、中部縣、宜君縣等三個縣。到了清朝，散州按規定不能管轄縣，所以前述三個縣，會獨立出去，不受鄜州管轄。但是到了雍正三年（1725年），鄜州被升格為直隸州，此時，鄜州直隸州仍管轄了原有的洛川縣、中部縣、宜君縣等三個縣。換言之，鄜州在清代的轄區又回復到明代的範圍了，可是鄜州不用再受延安府管轄，而是直屬於陝西省的西乾鄜道。
到了民國時期，天下普遍「廢州改縣」，鄜州於是被改為鄜縣。後來到了1964年，又被改名為富縣。今日屬陝西省延安市管轄。